# Metavermilia yamazatoi
Metavermilia yamazatoi är en ringmaskart som beskrevs av Imajima och ten Hove 1989. Metavermilia yamazatoi ingår i släktet Metavermilia och familjen Serpulidae. Inga underarter finns listade i Catalogue of Life.